# Томпо
Томпо́ — река в Якутии (Россия), правый приток Алдана. Длина реки — 570 км, площадь водосборного бассейна — 42 700 км².

## Этимология
Название реки имеет якутское происхождение, где томпо переводится как «водоворот».

## Описание
Питание, в основном, снеговое и дождевое. Имеет характер горной реки. Замерзает в октябре, вскрывается в конце мая. В своём течении имеет множество рукавов.
Берёт начало на хребте Сунтар-Хаята на высоте около 1638 метров над уровнем моря. На большей части течения имеет характер горной реки. В бассейне много болот. Впадает в реку Алдан восточнее села Мегино-Алдан. Высота устья — около 106 метров над уровнем моря.

## Гидрология
Средний расход воды — 158,6 м³/с.
| Средний расход воды (м³/с) реки по месяцам с 1975 по 1988 гг. (замеры производились на гидрологическом посту в районе с. Тополиного, в 279 км от устья) |

## Основные притоки
(длиной более 100 км)
- 78 км: река Томпорук
- 143 км: река Куранах
- 156 км: река Менкюле
- 257 км: река Хунхада (Тунгоходе)
- 286 км: река Делинья